# Жанаауил (Карагандинська міська адміністрація)
Жанаауи́л (каз. Жаңаауыл) — село у складі Карагандинської міської адміністрації Карагандинської області.
Населення — 203 особи (2021; 261 у 2009, 313 у 1999, 174 у 1989).
Національний склад станом на 1989 рік:
- казахи — 62 %;
- росіяни — 20 %.

Станом на 1989 рік село називалось Жана-Аул.